# آخرین روزها (فیلم ۲۰۱۳)
آخرین روزها (به اسپانیایی: Los últimos días) فیلمی محصول سال ۲۰۱۳ و به کارگردانی دیوید پاستور و الکس پاستور است. در این فیلم بازیگرانی همچون کیم گوتیه‌رس، خوزه کرونادو، مارتا اتورا، لتیسیا دلرا، ایساک فریس و ایوان ماساگوئه ایفای نقش کرده‌اند.